# Wybory parlamentarne na Cyprze w 1985 roku
Wybory parlamentarne na Cyprze odbyły się 8 grudnia 1985 roku. Zwyciężyła w nich Koalicja Demokratyczna, na którą zagłosowało 33,56% wyborców. Dało jej to 19 miejsc w parlamencie. Druga była Partia Demokratyczna, która zdobyła 27,65% głosów i 16 mandatów. Ogółem w Izbie Reprezentantów zasiedli przedstawiciele czterech ugrupowań. Zwiększona została liczba miejsc w parlamencie z 35 na 56 mandatów. 

## Wyniki
| Nazwa partii                          | Głosy   | Procent | Mandaty | +/- |
| ------------------------------------- | ------- | ------- | ------- | --- |
| Koalicja Demokratyczna (DISY)         | 107 223 | 33,56%  | 19      | +7  |
| Partia Demokratyczna (DIKO)           | 88 322  | 27,65%  | 16      | +8  |
| Postępowa Partia Ludzi Pracy (AKEL)   | 87 628  | 27,43%  | 15      | +3  |
| Ruch na rzecz Socjaldemokracji (EDEK) | 35 371  | 11,07%  | 6       | +3  |
| Niezależni                            | 923     | 0,29%   | 0       | ±0  |
| Suma                                  | 327 820 | 100%    | 56      | +21 |